# Geotrogus temperei
Geotrogus temperei är en skalbaggsart som beskrevs av Baraud 1970. Geotrogus temperei ingår i släktet Geotrogus och familjen Melolonthidae. Inga underarter finns listade i Catalogue of Life.